# Шостко, Святослав Николаевич
Святослав Николаевич Шостко (4 июня 1934, Киев — 13 августа 2007, Харьков) — советский и украинский учёный в области квантовой электроники, доктор технических наук (1981), педагог, профессор (1984), начальник кафедры оперативно-тактической подготовки Военной инженерной радиотехнической академии ПВО им. Л. А. Говорова (с 1971). Заслуженный работник высшей школы Украинской ССР (1988).

## Биография
В 1952—1957 годах обучался в Военной инженерной радиотехнической академии ПВО им. Л. А. Говорова (Харьков), которую окончил с золотой медалью.
С 1957 по 1961 гг. — инженер Государственного научно-исследовательского испытательного полигона № 10 МО СССР (г. Приозёрск, Казахская ССР) .
В 1961 году поступил в адъюнктуру Военной инженерной радиотехнической академии ПВО им. Л. А. Говорова на кафедру теоретических основ радиолокации. Ученик профессора Я. Д. Ширмана. Кандидат наук. С 1965 по 1971 годы — старший научный сотрудник научно-исследовательской лаборатории по проблемам квантовой радиоэлектроники.
В 1971 году возглавил кафедру квантовой электроники, организовал научно-исследовательскую работу и подготовку учебного процесса по двум новым специальностям. Была начата подготовка первых в СССР специалистов по нелинейной оптики, лазерным и оптико-электронным системам для войск ПВО СССР. В должности начальника кафедры квантовой электроники находился до 1993 года.
Глубокие теоретические знания и практический опыт позволили С. Н. Шостко стать одним из ведущих специалистов в области квантовой радиоэлектроники не только харьковской академии, но и СССР. В 1981 году защитил диссертацию на соискание учёной степени доктора технических наук. За успешную педагогическую и научную работу в 1984 году ему было присвоено ученое звание профессора, а в 1988 г. почётное звание "Заслуженный работник высшей школы Украинской ССР " . Полковник.
С 1993 по 1997 год — заведующий лабораторией в Институте прикладной физики НАН Украины (г. Сумы).
В последние годы жизни — ведущий научный сотрудник научно-исследовательской лаборатории Харьковского национального университета Воздушных Сил имени Ивана Кожедуба.
Умер 13 августа 2007 года. Похоронен в с. Черкасская Лозовая (Дергачёвский район, Харьковская область, Украина).

## Награды
- Орден «За службу Родине в Вооружённых Силах СССР» III степени (1978)
- Орден «Знак Почёта» (1989)
- медали СССР
- Заслуженный работник высшей школы Украинской ССР (1988).